# Nesrine Ghrib
Nesrine Ghrib, née le 30 août 1999, est une escrimeuse tunisienne.

## Carrière
Nesrine Ghrib est médaillée de bronze en épée par équipes aux Jeux africains de 2015. Elle remporte ensuite la médaille d'argent en épée par équipes aux championnats d'Afrique 2016 puis la médaille d'or en épée par équipes aux championnats d'Afrique 2017. Elle est médaillée d'argent en épée par équipes aux championnats d'Afrique 2018 et aux Jeux africains de 2019.